# Paralinhomoeus litoralis
Paralinhomoeus litoralis is een rondwormensoort uit de familie van de Linhomoeidae.